# Dragan Stanković
Dragan Stanković (cyr. Драган Станковић, ur. 18 października 1985 w Zaječarze) – serbski siatkarz grający na pozycji środkowego; reprezentant Serbii. Karierę sportową rozpoczął w 2001 roku. 
Na Mistrzostwach Świata w 2010 r. we Włoszech zdobył brązowy medal. W 2011 r. w Austrii i Czechach zdobył mistrzostwo Europy.
Od sezonu 2020/2021 występuje we włoskiej Serie A jako Włoch.
Ma żonę Mirjane i troje dzieci: Luka, Sara i Andrea.

## Sukcesy klubowe
Mistrzostwo Serbii:
- 2008

Mistrzostwo Czarnogóry:
- 2009

Puchar Challenge:
- 2011

Mistrzostwo Włoch:
- 2012, 2014, 2017, 2019
- 2018
- 2011, 2013

Superpuchar Włoch:
- 2012, 2014

Liga Mistrzów:
- 2019
- 2018
- 2016, 2017

Puchar Włoch:
- 2017

Klubowe Mistrzostwa Świata:
- 2017, 2018

Puchar CEV:
- 2023[4]

## Sukcesy reprezentacyjne
Liga Światowa:
- 2016
- 2005, 2008, 2009, 2015
- 2010

Mistrzostwa Europy:
- 2011
- 2005, 2007, 2013, 2017

Mistrzostwa Świata:
- 2010

Memoriał Huberta Jerzego Wagnera:
- 2016

## Nagrody indywidualne
- 2018: Najlepszy środkowy Ligi Mistrzów
- 2018: Najlepszy środkowy Klubowych Mistrzostw Świata